# 우자청
우자청(중국어 간체자: 伍嘉成, 병음: Wǔ Jīachéng, 한자음: 오가성, Katt Wu, 1993년 7월 18일 ~ )은 중국의 가수, 무용가 이자배우이다. 현재 남성 아이돌 그룹 X구소년단의 리더이자 리드 싱어입니다.